# Realme X2 Pro
realme X2 Pro是realme于2019年10月15日在北京发布的一款智能手机。realme X2 Pro搭载高通骁龙855 Plus移动处理平台。realme X2正面搭载6.5英寸90 Hz AMOLED流速屏， 屏占比为91.7%，后置采用6400万像素主摄、长焦镜头、115°超广角微距镜头、人像镜头的变焦四摄组合。

## 配色和规格
realme X2 Pro发售最初官网售价为：
- 6 GB + 64 GB：2699元（首销价2599元）
- 8 GB + 128 GB：2899元（首销价2799元）
- 12 GB + 256 GB：3299元（首销价3199元）